# Championnat du monde de polo 1987
Navigation
Édition suivante
Le championnat du monde de polo 1987, première édition du championnat du monde de polo, a lieu en  avril 1987 à Buenos Aires, en Argentine. Il est remporté par l'Argentine.